# Береговой (Красноармейский район)
Береговой — посёлок в Красноармейском районе Челябинской области России. Входит в состав Баландинского сельского поселения.

## География
Посёлок находится на северо-востоке Челябинской области, в лесостепной зоне, на правом берегу реки Миасс, на расстоянии 19 километров (по прямой) к западу от села Миасского, административного центра района. Абсолютная высота 174 метра над уровнем моря.

## Население
| 2002 | 2010 |
| ---- | ---- |
| 303  | ↗337 |

Гендерный состав
По данным Всероссийской переписи населения 2010 года в гендерной структуре населения мужчины составляли 47,8 %, женщины — 52,2 %.
Национальный состав
Согласно результатам переписи 2002 года, в национальной структуре населения русские составляли 70 %.

## Улицы
Уличная сеть посёлка состоит из четырёх улиц.